# یاگوچانه
یاگوچانه (به لاتین: Jagoczany) یک روستا در لهستان است که در گمینا بانگه مازورسکیه واقع شده‌است. یاگوچانه ۱۱۰ نفر جمعیت دارد.